# Hakea corymbosa
Hakea corymbosa (лат.) — кустарник, вид рода Хакея (Hakea) семейства Протейные (Proteaceae), эндемик юго-западной части Западной Австралии. Привлекательный чрезвычайно колючий кустарник со сладко-душистыми желтоватыми богатыми нектаром цветами. 

## Ботаническое описание

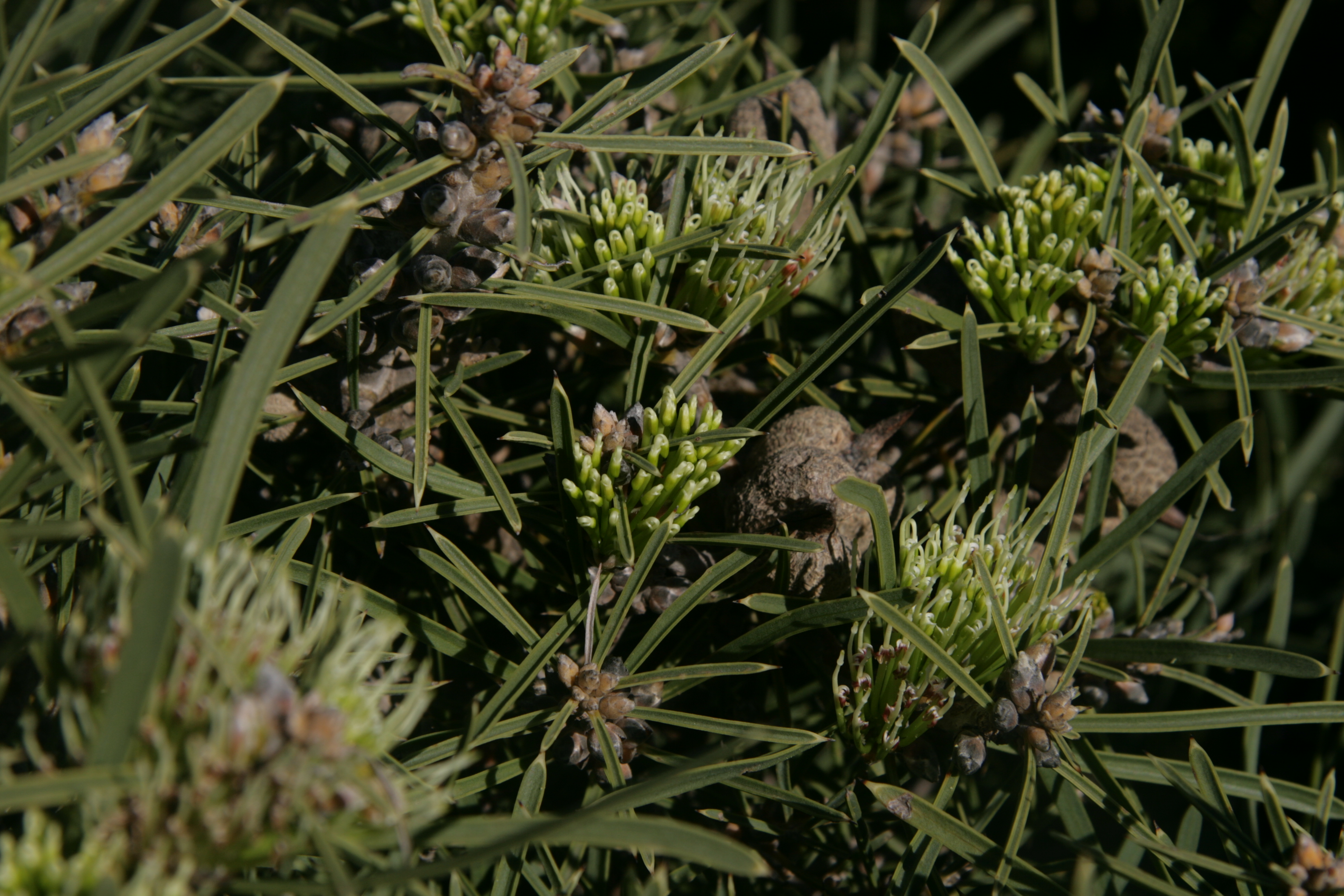
Листья и цветы H. corymbosa.

Hakea corymbosa — прямостоячий сильноразветвлённый кустарник до 0,5—2 м в высоту и 2,5—3 м в ширину. Молодые побеги по мере созревания развиваются в новую группу листвы. Куст становится чрезвычайно густым и колючим, листья появляются как скопления, напоминающие «облака». Узкие восковые листья имеют длину от 2,5 до 12 см и ширину от 0,2 до 0,8 см в нижних частях мутовчатые, расположенные рядом с цветами. Листья поочередно расположены вдоль стеблей с отчётливой центральной жилкой на верхней стороне и тремя на нижней стороне, заканчивающейся острой вершиной. Соцветие состоит из 12—18 цветков, появляющихся в изобилии в пазухах листьев. Цветоножка длиной 3,5—5 мм гладкая. Околоцветник бледно-жёлто-зелёный. Древесные плоды имеют шероховатую текстуру, широко-яйцевидной формы длиной от 2 до 3 см и шириной 1,5 см, с коротким остриём без клюва. Крылатые семена имеют длину 12—17 мм и ширину 6,5—11 мм.

## Таксономия
Вид Hakea corymbosa был описан британским ботаником Робертом Брауном в 1830 году как часть работы Supplementum primum prodromi florae Novae Hollandiae. Типовой образец был собран в заливе Кинг-Джордж коллекционером Уильямом Бакстером в 1823 году. Видовой эпитет — от латинского corymbus, означающего «букет цветов», «вершина», относящегося к растущим цветам в виде плоской вершины или выпуклого соцветия. Лигнотуберозная форма с ярко-жёлтыми цветами, найденными к северу от Перта, была позже классифицирована как отдельный вид Hakea eneabba

## Распространение и местообитание
H. corymbosa произрастает в округах Большой Южный, южном Уитбелте и Голдфилдс-Эсперанс Западной Австралии от Уильямса на западе, Албани на юге до Кондинина на севере и до Кейп-Арид на востоке. Встречается на кислых или слабощелочных песчаных почвах над или вокруг латерита или гранита, в пустынных и лесистых местах.

## Культивирование
Вид H. corymbosa выращивают на солнечных местах на большинстве типов почв, желательно в умеренном климате, где выпадает более 400 мм осадков в год. В тенистых местах имеет тенденцию к удлинённому росту. Используется как защита от ветров, живая изгородь или для контроля эрозии, а также для привлечения птиц, поскольку куст обеспечивает плотное безопасное убежище своими колючими ветвями и привлекает богатыми нектаром цветами. Размножается семенами, которые желательно собирать в перчатках из-за колючей листвы.